# Napotnik
Napotnik je priimek več znanih Slovencev:
- Boštjan Napotnik (*1972), radijski in TV voditelj "špiker", komik, kulinarični publicist
- Ivan Napotnik (1877 - 1960), kipar
- Janez (Jani) Napotnik (*1956), kulturni organizator, amaterski gledališčnik, fotograf, filmar
- Josip Napotnik (1886 - 1947), prevajalec, filolog
- Mihael Napotnik (1850 - 1922), rimskokatoliški duhovnik in škof